# Walki w rejonie Wartha-Koenigswartha
Walki w rejonie Wartha-Koeningswartha – walki stoczone w dniach 24–29 kwietnia 1945 roku w rejonie Wartha-Königswartha (na północ od Budziszyna), podczas II wojny światowej, część operacji łużyckiej w ramach operacji berlińskiej.

## Tło sytuacyjne
2 Armia Wojska Polskiego (2 AWP) walczyła w operacji berlińskiej w ugrupowaniu 1 Frontu Ukraińskiego (1 FU). Forsowała Nysę i przełamywała obronę niemiecką na odcinku Rothenburg – folwark Wysokie. Zadaniem 2 AWP było przełamanie obrony niemieckiej w pasie natarcia i rozwijanie powodzenia na kierunku: Niesky, Budziszyn, Drezno na głębokość 90 km, w celu ochrony sił głównych 1 FU od strony Czech. 2 AWP działała w ramach ugrupowania wiążącego razem z 52 Armią sowiecką. Obrona niemiecka o głębokości 30 – 35 km opierała się na rzekach: Nysa Łużycka, Weißer Schöps i Schwarzer Schöps. Przed frontem 2 AWP broniły się dwie dywizje niemieckie. W planie operacyjnym 1 FU, trzeciego dnia walk 2 AWP miała dokonać wyłomu w obronie niemieckiej o głębokości 50-60 km i dotrzeć do rejonu: Buchwalde – Koenigswartha – Budziszyn, a w dalszych działaniach osiągnąć Drezno, na które od północy miała nacierać 2 Armia Gwardii (prawy sąsiad 2 AWP). W I rzucie Niemcy mieli ok. 19 tys. żołnierzy, w II rzucie ok. 21 tys. 2 Armii nacierała ugrupowaniem: od północy: 10 DP, 7 DP (na kierunku pomocniczym, prowadziły działania wiążące), 9 DZ i 8 DZ na głównym kierunku uderzenia. W II rzucie 5 DP i 1 KPanc.

## Przebieg walk
Działając w I rzucie, na głównym kierunku natarcia 9 DP 16 kwietnia 1945 sforsowała Nysę Łużycką i uderzyła na niemieckie pozycje i we współdziałaniu z 7 DP opanowały Rothenburg. 18 kwietnia wraz 8 DP zdobyła Niesky i następnie 26 pp dotarł do Förstgen, a 30 pp zdobył Guttau. 19 kwietnia 26 pp i 30 pp dotarły do Sprewy. 30 pp zdobył przyczółek na drugim brzegu rzeki koło Klix. 20 kwietnia czołowe oddziały 5 DP i 9 DP wraz z 3 BPanc znajdowały się na linii Koenigswartha – Budziszyn i ruszyły do pościgu. Jednak 10 DP była zaledwie 10 km. na zachód od Nysy. Na prawym skrzydle była 40 km. luka, na północ od której wchodziły niemieckie siły 615 Dywizji Specjalnej i 545 Dywizji Grenadierów Ludowych oraz Dywizji Grenadierów Pancernych „Brandenburg”. 20/21 kwietnia Niemcy próbowali obejść siły 52 Armii i zmierzać na zachód, na Berlin. W dniach 21 i 22 kwietnia 9 DP kontynuowała pościg i wieczorem 22 kwietnia podeszła do przedmieść Drezna i tu przeszła do obrony. 24 kwietnia została zaatakowana przez niemieckie oddziały z Drezna, które zaatakowały 26 pp i zdobyły Großröhrsdorf. W mieście tym zginęło 138 żołnierzy pułku, a drugie tyle było rannych.
Gen. Karol Świerczewski zlekceważył sygnały o niemieckich kontratakach, z jakimi spotkała się walcząca na styku z oddziałami polskimi radziecka 52 Armia, rozcięta przez Niemców. Pośpiech wymuszany przez dowódcę armii spowodował rozciągnięcie polskich dywizji i rozdzielenie się ich na odrębne ugrupowania. 22 kwietnia:
- na północ od Budziszyna walczyło główne zgrupowanie 2 AWP: 1 Korpus Pancerny część 5 DP, 34 pp z 8 DP, 2 DArt (bez 6 BAL), 14 BAPpanc, 5 pcz, 28 papanc, oraz sowiecki 98 par gw,
- w odległości 20-30 km od zgrupowania głównego trzy mniejsze zgrupowania:
  - z kierunku wschodniego – 7 DP (nad Schwarzer Schöps),
  - z kierunku płn.-wsch. główne siły 10 DP (nad Schwarzer Schöps),
  - na zachodzie 8 i 9 DP,[1][2] z podporządkowaną od 22 kwietnia 9 BAPpanc.

W związku z naciskiem wojsk niemieckich dowództwo 2 AWP wieczorem 24 kwietnia zdecydowało do Budziszyna ściągnąć większość sił, a przede wszystkim 8 DP, której odcinek obrony miała przejąć 9 DP. Dowódca l FU, marsz. Iwan Koniew, wydzielił część sił sowieckich 14 i 95 DPGwardii, oraz 4 KPanc do natarcia w kierunku południowym i południowo-wschodnim na Kamenz, Koenigswartha i Sdier w celu zamknięcia przeciwnikowi drogi na północ i udzielenia pomocy polskim związkom taktycznym. Jednocześnie główne siły 2 AWP miały przejść do obrony na rubieży: Kamenz, Kuckau, północny skraj Budziszyna, Sprewa, Spreewiese, Heideanger, a 10 i 7 DP – prowadzić natarcie z zadaniem opanowania do końca 26 kwietnia rubieży: Sdier, Heideanger.
W wyniku rozciągnięcia sił 2 AWP na prawie 50 km. froncie Niemcom udało się 26 kwietnia w rejonie Budziszyna pogłębić wyłom na ok. 5 km w kierunku północnym, natomiast 10 DP przesunęła się 5 km. na południe. Jej lewy sąsiad 7 DP sforsowała Schwarzer Schöps oraz opanowała kilka miejscowości.
9 DP miała zająć obronę oddaloną od zajmowanych pozycji o ok. 12 km. Przebiegać ona miała na rubieży: wzgórze 172,7, Thonberg, Kuckau do wzgórza 213,0. Działająca w odosobnieniu 9 DP pod wieczór 26 kwietnia rozpoczęła marsz, by dołączyć do budziszyńskiego zgrupowania armii. Z uwagi na pośpiech, popełniano błędy taktyczne. Przegrupowanie rozpoczęto bez rozpoznania.
Kolumny pułków były bez przerwy atakowane, a opór wroga narastał. Spowodowało to stałe zatrzymywanie maszerujących batalionów. Do tyłów 26 pułku dołączyły tyły dywizji, batalion szkolny, 12 dywizjon pancerny i baterie 9 BAPpanc. Wystąpiły ogromne trudności w dowodzeniu zgrupowanymi na małej przestrzeni oddziałami.
30 pułk po przekroczeniu Pulsnitz został zaatakowany z różnych kierunków. Nocne ataki nieprzyjaciela wywołały zamieszanie i popłoch. Poszczególne pułki spotykały na swej drodze nieprzyjaciela, który urządzał zasadzki. 25 kwietnia zginął oficer łącznikowy 9 DP. Niemcy znaleźli przy nim rozkazy wycofania jednostki wraz z mapą z naniesiona marszrutą na nowe pozycje. Niemcy postanowili wykorzystać nadarzającą się okazję i zniszczyć jednostkę. Do dowódcy 9 dywizji rozkaz o wycofaniu dotarł dopiero 26 kwietnia, lecz pułkownik Aleksander Łaski zignorował informacje o zagrożeniu i wycofanie miało nastąpić trzema nie ubezpieczonymi kolumnami. Tymczasem strona niemiecka na trasie marszu przygotowała wiele zasadzek. W jedną z nich w miejscowości Horka wpadła nie ubezpieczona kolumna wioząca 300 rannych. Niemcy zamordowali rannych. Kolumny marszowe atakowane były od tego momentu ze wszystkich stron. W najtrudniejszej sytuacji znalazł się 26 pułk piechoty. Kolumny maszerowały w coraz większym nieładzie, aż rankiem 27 kwietnia w dolinie pomiędzy Panschwitz, Kuckau i Crostwitz 26 pułk wpadł w zasadzkę. Polscy żołnierze zgrupowani na otwartej przestrzeni byli celem dla karabinów maszynowych i moździerzy. 27 kwietnia położenie dywizji było jeszcze trudniejsze. 26 pp wycofał się do Panschwitz i Kuckau, w okolice rozmieszczenia sztabu dywizji. Zorganizowano obronę tych miejscowości. Próby zorganizowania natarcia w kierunku Radibor nie miały powodzenia. 27 kwietnia wieczorem skierowano dywizję na północ. Ranny został pułkownik A. Łaski i dostał się do niewoli, a z zasadzki wydostała się niewielka liczba żołnierzy. 9 Dywizja w tym momencie przestała istnieć jako jednostka bojowa. 26 pułk stracił 75 procent stanu osobowego. Straty 9 dywizji wyniosły około 40% stanu osobowego oraz większość sprzętu artyleryjskiego, saperskiego i chemicznego. 28 kwietnia, z pomocą jednostek sowieckich udało się sytuacje ustabilizować. 29 kwietnia resztki 9 DP i pododdziały 9 BAPpanc dotarły w rejon Wartha-Koenigswartha do rubieży 14 DP Gw. wychodząc z zagrożenia.

## Pamięć
Walki żołnierzy polskich w rejonie Wartha-Koenigswartha zostały upamiętnione na Grobie Nieznanego Żołnierza w Warszawie, napisem na jednej z tablic po 1945 r. „WARTHA-KOENIGSWARTHA 27 IV 1945”.